# Philander andersoni
Philander andersoni là một loài động vật có vú trong họ Didelphidae, bộ Didelphimorphia. Loài này được Osgood mô tả năm 1913.

## Miêu tả
Lông lưng của có màu sẫm cùng sọc đen, rộng khoảng 4 cm, đi dọc theo đường giữa của lưng.